# Aphonopelma geotoma
Aphonopelma geotoma là một loài nhện trong họ Theraphosidae.
Loài này thuộc chi Aphonopelma. Aphonopelma geotoma được Ralph Vary Chamberlin miêu tả năm 1937.